# Marcówka
Marcówka est une localité polonaise de la gmina de Zembrzyce, située dans le powiat de Sucha en voïvodie de Petite-Pologne.